# Памятник Краку
Памятник Краку (пол. Pomnik Kraka ) — памятник, находящийся в краковском Старом городе во дворе Национального архива по адресу ул. Сенная,16.
Автором памятника является Францишек Кальфас. Памятник был установлен в 1929 году. В этот же год он получил награду на Всеобщей национальной выставке в Познани.
Памятник из красного песчаника в стиле модернизма представляет собой Крака, попирающего вавельского дракона.